# القبل (العنسيين)

تعديل مصدري - تعديل

القبل محلة تابعة لقرية المؤجلة، التابعة لعزلة العنسيين بمديرية ذي السفال إحدى مديريات محافظة إب في الجمهورية اليمنية، بلغ تعداد سكانها 41 حسب تعداد اليمن لعام 2004.